# Hylaeus lepidulus
Hylaeus lepidulus är en biart som beskrevs av Cockerell 1924. Hylaeus lepidulus ingår i släktet citronbin, och familjen korttungebin. Inga underarter finns listade i Catalogue of Life.